# Décembre 1878

## Événements
- 11 décembre : le gouverneur de la province du Cap, sir Henry Bartle Frere, envoie un ultimatum au roi des Zoulous Chettiwayo, lui enjoignant de démobiliser son armée en trente jours. Celui-ci s’empresse de regrouper 30 000 guerriers.

- 27 décembre : mort de Jean Laborde à Madagascar. Saisie de ses immeubles et occupation par les Malgaches de la côte de Sambirano, théoriquement protectorat français. Échec des négociations. En 1883, les ports malgaches de Tamatave et de Majunga sont bombardés par la marine française, en réponse aux mesures prise par la reine Ranavalona II aux dépens des terres possédées par le consul français.

## Naissances
- 8 décembre : Henry Herbert Stevens, politicien.
- 13 décembre : Otto Rudolf Haas, industriel allemand († 23 janvier 1956).
- 18 décembre : Joseph Staline, dirigeant soviétique († 5 mars 1953)
- 21 décembre : Jan Łukasiewicz, philosophe et logicien polonais († 13 février 1956).
- 25 décembre : Louis Chevrolet, coureur/constructeur automobile d'origine suisse.
- 30 décembre : William Aberhart, premier ministre de l'Alberta.

## Décès
- 6 décembre : Theodoros P. Vryzakis, peintre grec (° 19 octobre 1814).
- 15 décembre : Leopold von Frankenberg-Ludwigsdorf, magistrat et homme d'État prussien (° 29 avril 1785).
- 17 décembre : Auguste Péquégnot, peintre et graveur français (° 5 octobre 1819).